# Bonotto
La Bonotto S.p.A. è una ditta manifatturiera operante nel settore del tessile, e fondata nel 1912 da Luigi Bonotto a Molvena

## Storia della Bonotto

### 1912-1965: La nascita della Bonotto ed i cappelli di paglia
Nel 1912 a Molvena, Luigi Bonotto fondò la sua ditta artigianale specializzata nella costruzione di cappelli in paglia.

### 1965-1990: La conversione al tessile
Negli anni '60, i Bonotto, percependo la decadenza del settore precedente, mandarono il figlio Luigi ad imparare la tessitura della lana dai Marzotto, per poi convertire la produzione dell'azienda al settore del tessile grazie anche all'aiuto di Nicla Donazzan, prendendo così parte al settore della moda italiana, allora in grande espansione. Il primo cliente in questo nuovo settore fu Walter Albini, uno degli inventori del prêt-à-porter, ma ben presto la ditta iniziò a confezionare tessuti per i più grandi marchi di moda internazionali.

### 1990: la crisi del settore ed il ritorno alle tecniche artigianali
Nei primi anni '90 Giovanni Bonotto affiancò il padre Luigi nella gestione dell'azienda. In questo periodo il settore tessile vide una forte contrazione, e perlopiù le aziende concorrenti tendevano a sostituire la manodopera con macchinari sempre più automatizzati, che permettessero di ridurre il costo di produzione, riducendo la qualità del prodotto. Per sopperire ad produzione di tessile di qualità sempre più mediocre, il settore diede poi sempre maggiore rilievo al brand ed alla comunicazione. Giovanni Bonotto decise invece di intraprendere la strada opposta, sviluppando il concetto di "fabbrica lenta" ed unendo ai nuovi macchinari i vecchi telai degli anni '50 che le altre aziende tenevano inutilizzati. Iniziò così una produzione che pur richiedendo tempi di realizzazione più ampi, ne aumentava notevolmente la qualità del prodotto finale e la possibilità di fare ricerca su nuovi tessuti. Gli operai poi venivano spinti a dedicarsi ad un solo macchinario, con una metodologia più affine all'artigianato.
Grazie allo sviluppo di queste specificità Bonotto divenne così il punto di riferimento di aziende come Chanel, Armani, Moncler, Dior, Margiela, Rick Owens, Dries Van Noten o John Varvatos.

## La Fondazione Bonotto
Fin dai primi anni '60 Luigi Bonotto iniziò a mettere assieme un'importante collezione d'arte, che nel tempo si indirizzò sempre più verso i movimenti della poesia visiva e del Fluxus. La collezione Bonotto comprende poi una raccolta molto vasta di libri d'arte.
Molte delle opere della collezione sono disposte nei 10.000 metri quadrati dell'azienda (dagli uffici alle zone di passaggio, dalle zone di produzione alle zone magazzino).
Nel 2013 nacque poi la Fondazione Bonotto al fine di catalogare la vasta collezione Luigi Bonotto e dare sostegno alle nuove forme d'arte di ispirazione Fluxus
Tra gli artisti presenti in collezione Joseph Beuys, John Cage, Christo e Jeanne-Claude, George Maciunas, Claes Oldenburg, Yoko Ono, Ben Vautier, oltre ad esponenti della poesia visiva italiana come Lamberto Pignotti, Giovanni Fontana, Tomaso Binga e Lucia Marcucci.